# Incunábulo

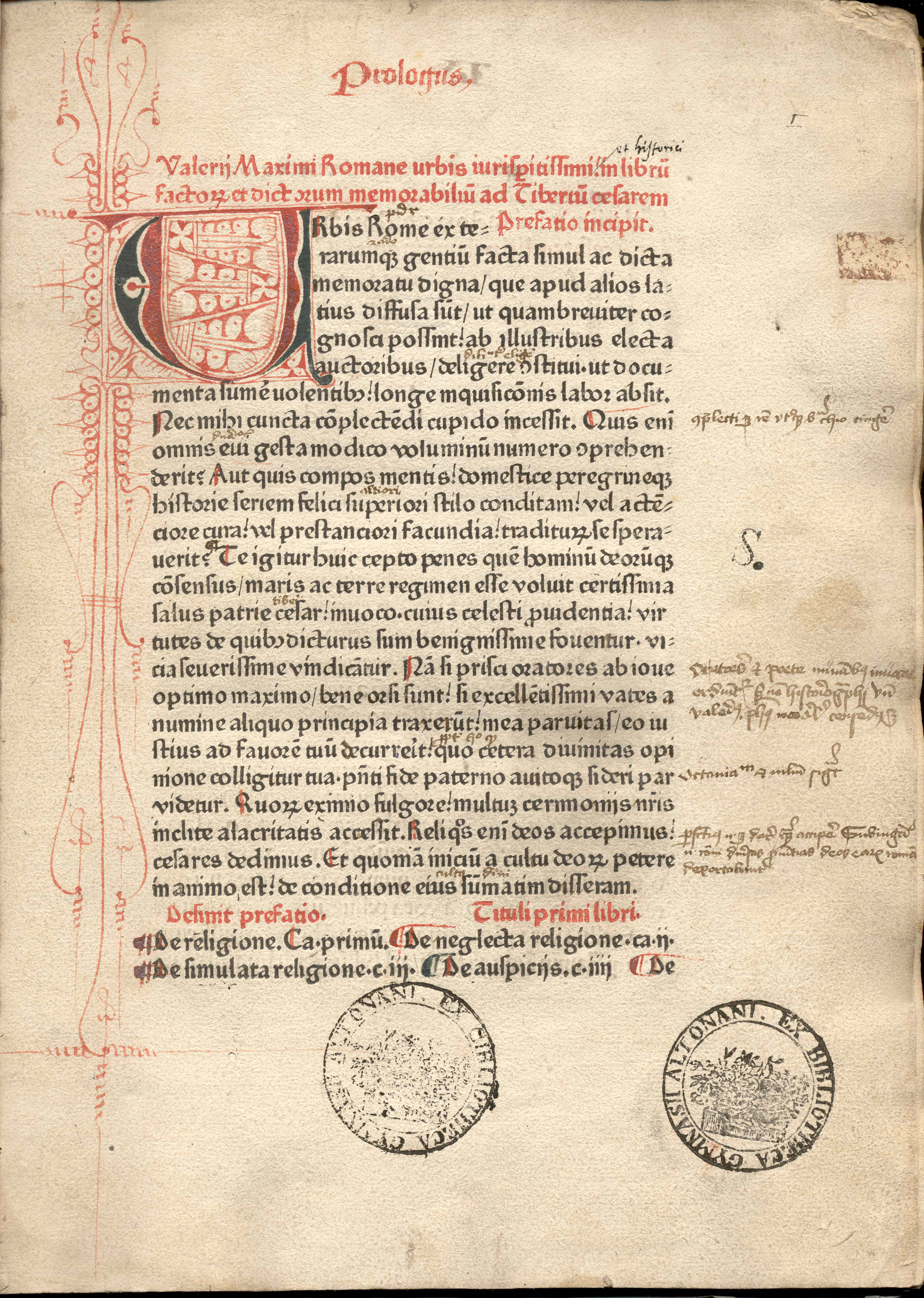
Página do Factorum et dictorum memorabilium de Valério Máximo de um incunábulo impresso por Peter Schöffer em Mogúncia, 1471.

Incunábulo é um livro impresso nos primeiros tempos da imprensa com tipos móveis. A popularização da imprensa começa a ser mais percebida em 1450, com Gutenberg. Refere-se às obras impressas entre 1455, data aproximada da publicação da Bíblia de Gutenberg, até 1500.  Essas obras imitavam os manuscritos. Assim, demorou-se 50 anos para que o livro impresso passasse a ter suas próprias características, abandonando, paulatinamente, as características do livro manuscrito.

## Etimologia
A sua origem vem da expressão latina in cuna (no berço), referindo-se assim ao berço da tipografia.

## História
O primeiro registro de uso do termo foi num panfleto de Bernhard von Mallinckrodt, De ortu et progressu artis typographicae (Do sucesso e progresso das artes tipográficas), publicado em Colonia em 1639, que inclui a frase prima typographicae incunabula (primeira infância da impressão), que ele arbitrariamente deu como concluída em 1500, data que permanece como uma convenção.
Existem incunábulos em dezoito idiomas, em ordem decrescente: latim, alemão, italiano, francês, holandês, espanhol,  inglês, hebreu, catalão, checo, grego, eslavo, português, sueco, bretão, dinamarquês, frísio e sardo.
Os tipógrafos mais conhecidos dessa época são Albrecht Pfister (Bamberg), Günther Zainer (Augsburgo), Jean Neumeister (Albi), Johannes Mentelin (Strasbourg), William Caxton (Bruges), Michael Furter (Bâle) e Henri Mayer (Toulouse). Foram identificados cerca de mil tipógrafos e seus respectivos livros, mas cerca de 150 não o foram ainda, são referidos como o tipógrafo do livro... Como a maioria dos livros não continha nem o nome, a data e a cidade, a identificação se dá pelo estudo das fontes utilizadas, características do papel e possíveis marca d'água. A digitalização dos acervos facilitou muito a comparação das edições, uma vez que o alto valor histórico e mesmo monetário dos livros dificulta o transporte e o acesso aos incunábulos.
Um em cada dez eram ilustrados com gravuras feitas em madeira ou metal. Outros tinham a letra inicial do capítulo manuscritas artisticamente após a impressão. O incunábulo mais comum, Liber Chronicarum (também conhecido como Crônica de Nuremberg de Schedel), de 1493, do qual restam 1250 cópias, é também um dos mais ilustrados. De vários resta apenas uma cópia e na média restam 18 exemplares de cada. Da Bíblia de Gutenberg, o primeiro e certamente o mais famoso e valioso dos incunábulos, restam 48 (em outras versões 49) cópias conhecidas.

## Quantidade e localização
São conhecidos cerca de vinte e oito mil títulos, a maioria usando letras góticas. Estudiosos costumam classificar os incunábulos pelas características da letra, que remetem ao tipógrafo e sua localização geográfica.
A maioria está localizada em museus e coleções na Europa, onde foram produzidos, inclusive em Portugal. Algumas coleções foram adquiridas por museus e colecionadores dos Estados Unidos e da Ásia, principalmente no Japão.
Os exemplares conhecidos no Brasil derivam em sua maioria da vinda da Família Real portuguesa em 1808, e se encontram na Biblioteca Nacional do Brasil, no Rio de Janeiro. Outros foram trazidos por congregações religiosas, como os seis exemplares da Biblioteca do Mosteiro de São Bento (fundado em 1598), ou comprados de particulares, como os nove exemplares da Biblioteca Mário de Andrade, também em São Paulo.

Produção de livros impressos por cidade até 1500
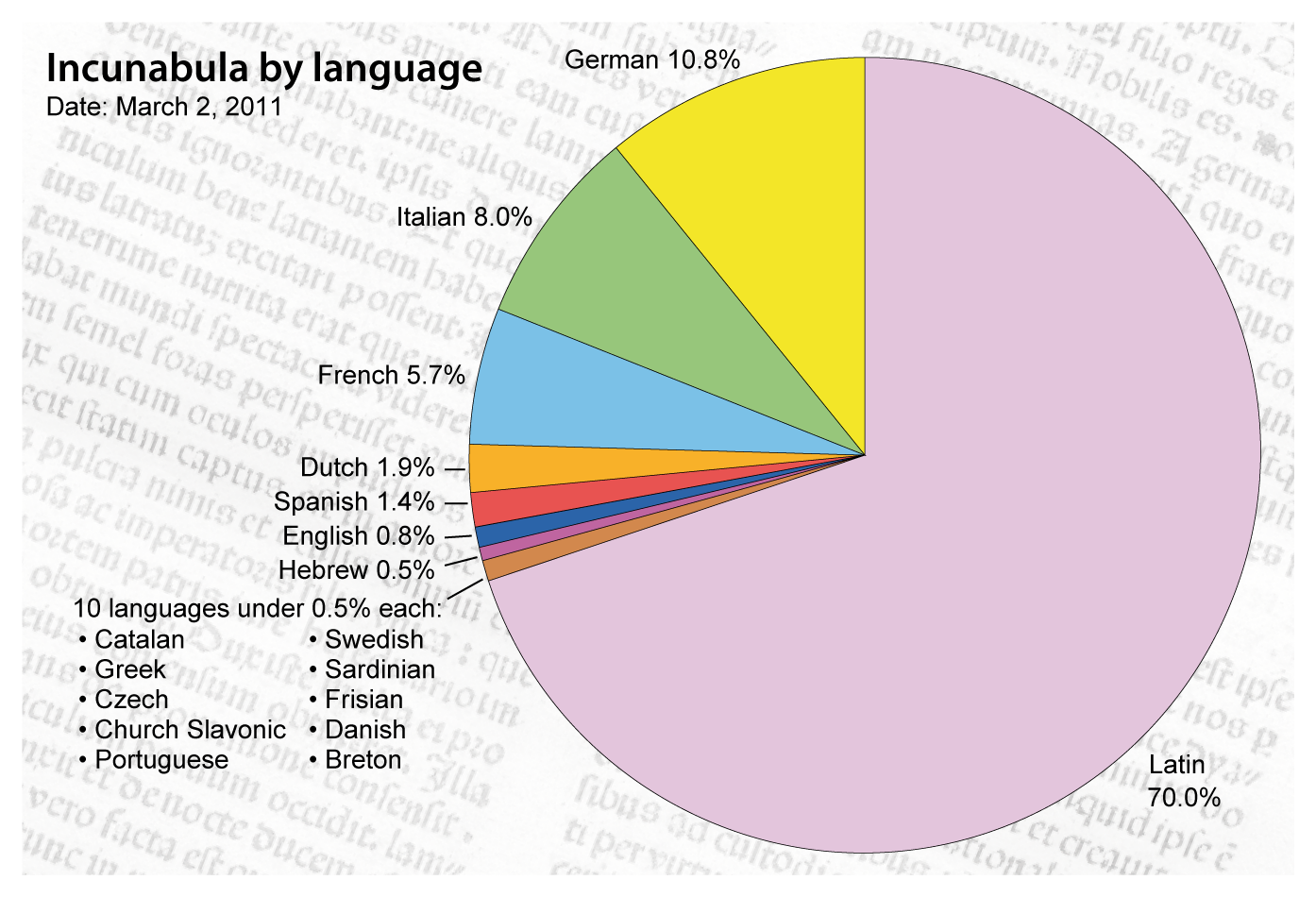
Proporção dos livros impressos no século XV por língua
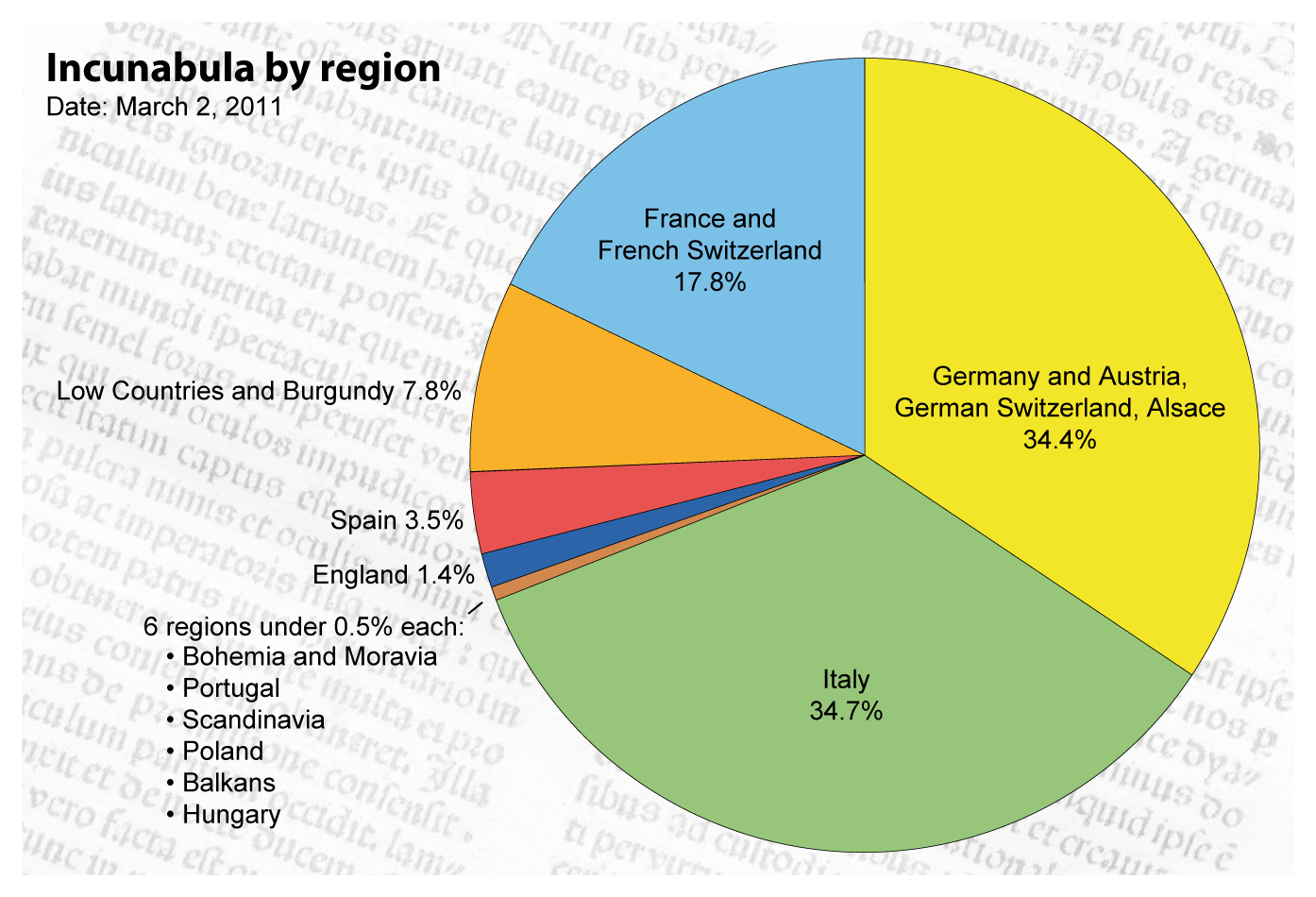
Proporção dos livros impressos no século XV por região